# Luka Jović
 Luka Jović (Kirin Serbia: Лука Јовић, phát âm [lûːka jǒːʋitɕ]; sinh ngày 23 tháng 12 năm 1997) là một cầu thủ bóng đá chuyên nghiệp người Serbia chơi ở vị trí tiền đạo cắm cho câu lạc bộ AC Milan tại Serie A và Đội tuyển bóng đá quốc gia Serbia.

## Tiểu sử
Jović sinh ra tại ngôi làng nhỏ Batar gần Bijeljina. Năm lên 5 tuổi, anh bắt đầu chơi bóng đá ở Loznica, nơi anh được phát hiện vào năm 2004 và được mời chơi ở giải Mini Maxi, một giải đấu dành cho trẻ em từ 4 đến 12 tuổi ở Belgrade. Sau một trận đấu mà Jović đã ghi được ba bàn thắng, cha anh đã được đề nghị trả 50 euro cho mỗi trận thi đấu và 2.000 dinar cho chi phí đi lại từ Batar đến Belgrade. Trong một trận đấu, anh đã được Toma Milićević, tuyển trạch viên của Sao Đỏ Belgrade, người mời anh đá thử cho câu lạc bộ này. Phong cách chơi của anh đã khiến người ta so sánh với Darko Pančev và Radamel Falcao, cũng là thần tượng của Jovic.

## Sự nghiệp cấp câu lạc bộ

### Sao Đỏ Belgrade

#### Thiếu niên
Jović được trao cơ hội chơi cho Red Star Belgrade năm 2005. Trước khi ký hợp đồng, cha Jovic đã đưa anh đi tập huấn tại CLB Partizan, CLB đã cố gắng ký hợp đồng với Jović thời gian trước đó. Họ đề nghị với cha anh, để Jović thi đấu cho Partizan với mức lương 200 euro/tháng, nhưng Jović nhất quyết ở lại với Red Star.

#### Mùa 2013-14
Ngày 28 tháng 5 năm 2014; ở tuổi 16, 5 tháng và 5 ngày, Jović chơi trận chuyên nghiệp đầu tiên trước FK Vojvodina ở Novi Sad, nơi anh phá kỷ lục của Dejan Stanković khi trở thành cầu thủ ghi bàn trẻ nhất trong lịch sử câu lạc bộ. Anh đã ghi bàn thắng chỉ hai phút  sau khi được đưa vào sân thay thế, và tỷ số cuối cùng 3-3 là đủ để Red Star 2013 vô địch giải Serbian SuperLiga 2013-14.

#### Mùa 2014-15
Ngày 18 tháng 10 năm 2014, Jović trở thành cầu thủ trẻ nhất từng chơi trong trận derby vĩnh cửu ở tuổi 16, 9 tháng và 25 ngày, phá vỡ kỷ lục trước đó của Dejan Milovanovic lúc đó 17 tuổi và 6 tháng. Jović đã bỏ lỡ một số trận quan trọng, nhưng đã ghi được sáu bàn thắng vào nửa sau mùa giải. Bàn thắng đầu tiên của anh trong mùa giải trong trận đấu với Vojvodina, trận đấu mà Red Star kỷ niệm sinh nhật lần thứ 70 của CLB. Sau đó, anh ghi bàn trước Spartak, cú đúp vào lưới Borac và bàn thắng quyết định trước Voždovac, trước trận Derby Vĩnh cửu. Anh đã bỏ lỡ cuối mùa giải và giải FIFA U-20 World Cup 2015 ở New Zealand vì chấn thương. Ngày 17 tháng 5 năm 2015, anh đã ký hợp đồng ba năm với Red Star, kéo dài đến năm 2018.

#### Mùa 2015-16
Từ đầu mùa 2015-16, Jović được chọn là tiền đạo chính thức trên hàng công của Red Star cùng với Hugo Vieira và anh đã ghi 3 bàn sau 5 trận đầu tiên. Anh đã ghi 1 bàn nữa trước Voždovac và đem về một chiến thắng nữa cho Red Star trước Stadion na Vračaru. Anh cũng đem về chiến thắng khác trong trận đấu với Spartak tại Subotica. Tháng 11 năm 2015, một kẻ đến từ Loznica đã đe dọa Jović và gia đình rằng nếu không trả tiền cho hắn, anh ta sẽ bẻ "gãy chân của Jović". Một nghi phạm đã bị bắt giữ ngay sau đó.

### Benfica
Tháng 2 năm 2016, Jović ký hợp đồng với nhà vô địch Bồ Đào Nha Benfica cho đến năm 2021. Ngày 9 tháng 3, anh ra mắt đội dự bị của câu lạc bộ trong trận hòa 2-2 trên sân nhà trước Sporting da Covilhã ở giải Segunda Liga. Anh ra mắt đội một vào ngày 20 tháng 3, sau khi vào sân thay người trong chiến thắng 1-0 trên sân khách trước Boavista ở Primeira Liga.
Vào ngày 30 tháng 1 năm 2017, Jović vào sân thay người ở phút 81 trong trận đấu với Vitória de Setúbal.

### Cho mượn tại Eintracht Frankfurt

#### Mùa 2017-18
Tháng 6 năm 2017, Jović đã gia nhập Eintracht Frankfurt theo điều khoản cho mượn trong hai mùa giải với điều khoản mua đứt. Anh đã có 5 ra sân trong mùa 2017-18 mà Frankfurt vô địch DFB-Pokal, và ghi bàn thắng duy nhất trong chiến thắng trước Schalke 04 trong trận bán kết vào ngày 18 tháng 4 năm 2018, nhưng không được sử dụng trong trận chung kết thắng 3-1 trước Bayern Munich.

#### Mùa giải 2018-19
Jović, 20 tuổi, đã trở thành cầu thủ trẻ nhất ghi được 5 bàn thắng trong một trận đấu tại Bundesliga trong chiến thắng 7-1 trên sân nhà trước Fortuna Düsseldorf vào ngày 19 tháng 10 năm 2018. Ngày 14 tháng 3 năm 2019, anh đã ghi bàn thắng duy nhất trong chiến thắng 1-0 trước Inter Milan để đảm bảo suất vào tứ kết Europa League, Eintracht trở thành câu lạc bộ đầu tiên của Đức từng giành 8 chiến thắng trong một mùa giải Europa League.
Ngày 17 tháng 4 năm 2019, Eintracht Frankfurt đã gia hạn hợp đồng với Jović đến 30 tháng 6 năm 2023.

### Real Madrid

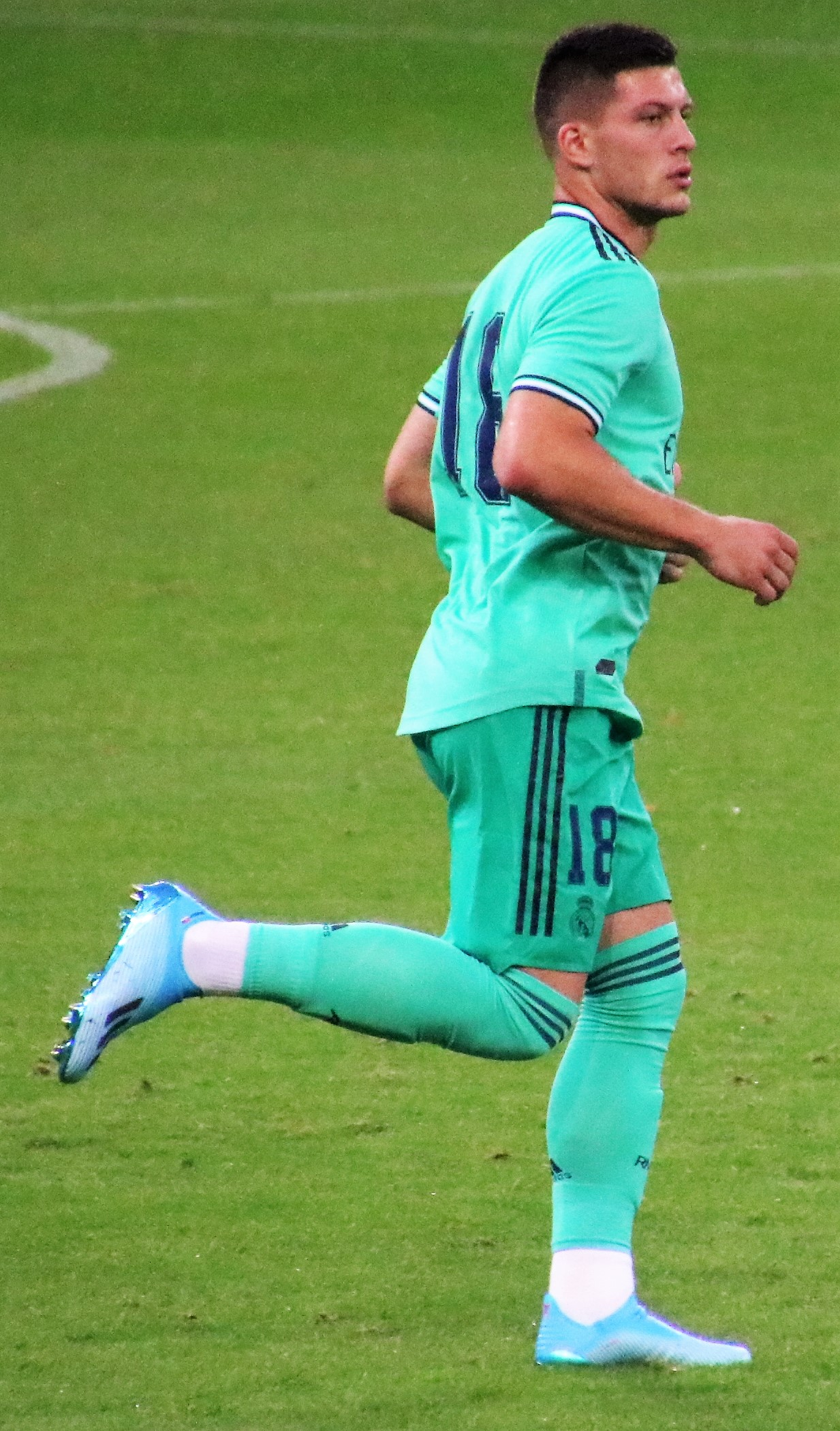
Jović đấu cho Real Madrid vào năm 2019

Ngày 4 tháng 6 năm 2019, Jovic đã ký hợp đồng với Real Madrid với giá 60 triệu Euro, thời hạn hợp đồng 6 năm..Jović ra mắt lần đầu tiên vào ngày 17 tháng 8 năm 2019, vào sân thay người trong chiến thắng 3–1 trước Celta Vigo.Vào ngày 30 tháng 10 năm 2019, anh ghi bàn thắng đầu tiên trong chiến thắng 5–0 trước CD Leganés.

## Sự nghiệp quốc tế
Ngày 11 tháng 12 năm 2013, Jović lập hat-trick cho U-17 Serbia trong chiến thắng 4-1 trước Croatia U-17. Tháng 7 năm 2014, anh được huấn luyện viên trẻ Veljko Paunović triệu tập vào đội U19 của Serbia cho Giải vô địch U19 châu Âu UEFA 2014.
Tháng 5 năm 2018, Jović đã có tên trong đội hình sơ bộ của Serbia cho FIFA World Cup ở Nga. Ngày 4 tháng 6, anh ra mắt quốc tế trong trận giao hữu với Chile, vào sân thay người cho Alexanderar Mitrović ở phút 84. Sau đó vào tháng 6, Jović đã được đưa vào đội hình 23 cầu thủ cuối cùng cho FIFA World Cup 2018,
Ngày 20 tháng 3 năm 2019, Jović đã ghi bàn thắng đầu tiên cho Serbia trong trận giao hữu với Đức.
Tại UEFA Euro 2024 diễn ra ở Đức, anh chỉ có được một bàn thắng duy nhất trong trận hòa 1–1 trước Slovenia ở lượt trận thứ hai của bảng C. Đây cũng là bàn thắng duy nhất của Serbia tại giải đấu này, chung cuộc Serbia rời giải với vị trí cuối bảng C với chỉ vỏn vẹn 2 điểm, 2 trận hòa và 1 trận thua, chỉ ghi được 1 bàn thắng và 2 lần lọt lưới.

## Thống kê sự nghiệp

### Câu lạc bộ
Tính đến ngày 25 tháng 5 năm 2024
| Câu lạc bộ                 | Mùa giải  | Vô địch quốc gia  | Vô địch quốc gia | Vô địch quốc gia | Cúp quốc gia | Cúp quốc gia | Cúp Liên đoàn | Cúp Liên đoàn | Châu lục | Châu lục | Khác1   | Khác1  | Tổng cộng | Tổng cộng |
| Câu lạc bộ                 | Mùa giải  | Hạng đấu          | Số trận          | Số bàn           | Số trận      | Số bàn       | Số trận       | Số bàn        | Số trận  | Số bàn   | Số trận | Số bàn | Số trận   | Số bàn    |
| -------------------------- | --------- | ----------------- | ---------------- | ---------------- | ------------ | ------------ | ------------- | ------------- | -------- | -------- | ------- | ------ | --------- | --------- |
| Red Star Belgrade          | 2013–14   | Serbian Superliga | 1                | 1                | 0            | 0            | —             | —             | 0        | 0        | —       | —      | 1         | 1         |
| Red Star Belgrade          | 2014–15   | Serbian Superliga | 22               | 6                | 2            | 0            | —             | —             | 0        | 0        | —       | —      | 24        | 6         |
| Red Star Belgrade          | 2015–16   | Serbian Superliga | 19               | 5                | 2            | 1            | —             | —             | 2        | 0        | —       | —      | 23        | 6         |
| Red Star Belgrade          | Tổng cộng | Tổng cộng         | 42               | 12               | 4            | 1            | —             | —             | 2        | 0        | —       | —      | 48        | 13        |
| Benfica B                  | 2015–16   | LigaPro           | 7                | 2                | —            | —            | —             | —             | —        | —        | —       | —      | 7         | 2         |
| Benfica B                  | 2016–17   | LigaPro           | 11               | 2                | —            | —            | —             | —             | —        | —        | —       | —      | 11        | 2         |
| Benfica B                  | Tổng cộng | Tổng cộng         | 18               | 4                | —            | —            | —             | —             | —        | —        | —       | —      | 18        | 4         |
| Benfica                    | 2015–16   | Primeira Liga     | 1                | 0                | 0            | 0            | 0             | 0             | 1        | 0        | 0       | 0      | 2         | 0         |
| Benfica                    | 2016–17   | Primeira Liga     | 1                | 0                | 0            | 0            | 1             | 0             | 0        | 0        | 0       | 0      | 2         | 0         |
| Benfica                    | Tổng cộng | Tổng cộng         | 2                | 0                | 0            | 0            | 1             | 0             | 1        | 0        | 0       | 0      | 4         | 0         |
| Eintracht Frankfurt        | 2017–18   | Bundesliga        | 22               | 8                | 5            | 1            | —             | —             | —        | —        | —       | —      | 27        | 9         |
| Eintracht Frankfurt        | 2018–19   | Bundesliga        | 32               | 17               | 1            | 0            | —             | —             | 14       | 10       | 1       | 0      | 48        | 27        |
| Eintracht Frankfurt        | Tổng cộng | Tổng cộng         | 54               | 25               | 6            | 1            | —             | —             | 14       | 10       | 1       | 0      | 75        | 36        |
| Real Madrid                | 2019–20   | La Liga           | 17               | 2                | 3            | 0            | —             | —             | 5        | 0        | 2       | 0      | 27        | 2         |
| Real Madrid                | 2020–21   | La Liga           | 4                | 0                | 0            | 0            | —             | —             | 1        | 0        | 0       | 0      | 5         | 0         |
| Real Madrid                | 2021–22   | La Liga           | 15               | 1                | 1            | 0            | —             | —             | 3        | 0        | 0       | 0      | 19        | 1         |
| Real Madrid                | Tổng cộng | Tổng cộng         | 36               | 3                | 4            | 0            | —             | —             | 9        | 0        | 2       | 0      | 51        | 3         |
| Eintracht Frankfurt (mượn) | 2020–21   | Bundesliga        | 18               | 4                | 0            | 0            | —             | —             | —        | —        | —       | —      | 18        | 4         |
| Fiorentina                 | 2022–23   | Serie A           | 31               | 6                | 4            | 1            | —             | —             | 15       | 6        | —       | —      | 50        | 13        |
| AC Milan                   | 2023–24   | Serie A           | 23               | 6                | 2            | 2            | —             | —             | 5        | 1        | —       | —      | 30        | 9         |
| Tổng cộng                  | Tổng cộng | Tổng cộng         | 224              | 60               | 20           | 5            | 1             | 0             | 46       | 17       | 3       | 0      | 294       | 82        |

1 Bao gốm Siêu cúp Đức và Siêu cúp bóng đá Tây Ban Nha.

### Quốc tế
Tính tới ngày 15 tháng 10 năm 2024 
| Đội tuyển quốc gia | Năm       | Trận | Bàn |
| ------------------ | --------- | ---- | --- |
| Serbia             | 2018      | 3    | 0   |
| Serbia             | 2019      | 4    | 2   |
| Serbia             | 2020      | 4    | 3   |
| Serbia             | 2021      | 9    | 2   |
| Serbia             | 2022      | 10   | 3   |
| Serbia             | 2023      | 1    | 0   |
| Serbia             | 2024      | 11   | 1   |
| Tổng cộng          | Tổng cộng | 42   | 11  |

#### Bàn thắng quốc tế
Tính tới ngày 20 tháng 6 năm 2024 (Tỷ số Serbia được viết trước, cột tỷ số cho biết tỷ số sau mỗi bàn thắng của Jović)
| STT | Ngày                 | Địa điểm                                      | Đối thủ   | Tỷ số | Kết quả        | Khuôn khổ                   |
| --- | -------------------- | --------------------------------------------- | --------- | ----- | -------------- | --------------------------- |
| 1.  | 20 tháng 3 năm 2019  | Arena Arena, Wolfsburg, Đức                   | Đức       | 1–0   | 1–1            | Giao hữu                    |
| 2.  | 10 tháng 6 năm 2019  | Sân vận động Rajko Mitić, Belgrade, Serbia    | Litva     | 3–0   | 4–1            | Vòng loại UEFA Euro 2020    |
| 3.  | 12 tháng 11 năm 2020 | Sân vận động Rajko Mitić, Belgrade, Serbia    | Scotland  | 1–1   | 1–1 (4–5, pso) | Vòng loại UEFA Euro 2020    |
| 4.  | 18 tháng 11 năm 2020 | Sân vận động Rajko Mitić, Belgrade, Serbia    | Nga       | 2–0   | 4–0            | UEFA Nations League 2020–21 |
| 5.  | 18 tháng 11 năm 2020 | Sân vận động Rajko Mitić, Belgrade, Serbia    | Nga       | 4–0   | 4–0            | UEFA Nations League 2020–21 |
| 6.  | 1 tháng 9 năm 2021   | Sân vận động Nagyerdei, Debrecen, Hungary     | Qatar     | 2–0   | 4–0            | Giao hữu                    |
| 7.  | 11 tháng 11 năm 2021 | Sân vận động Rajko Mitić, Belgrade, Serbia    | Qatar     | 2–0   | 4–0            | Giao hữu                    |
| 8.  | 5 tháng 6 năm 2022   | Sân vận động Rajko Mitić, Belgrade, Serbia    | Slovenia  | 3–1   | 4–1            | UEFA Nations League 2022–23 |
| 9.  | 9 tháng 6 năm 2022   | Friends Arena, Solna, Thụy Điển               | Thụy Điển | 1–0   | 1–0            | UEFA Nations League 2022–23 |
| 10. | 18 tháng 11 năm 2022 | Sân vận động Quốc gia Bahrain, Riffa, Bahrain | Bahrain   | 5–1   | 5–1            | Giao hữu                    |
| 11. | 20 tháng 6 năm 2024  | Allianz Arena, Munich, Đức                    | Slovenia  | 1–1   | 1–1            | UEFA Euro 2024              |

## Danh hiệu
Sao Đỏ Beograd
- Super Liga Serbia: 2013–14 [31]

Benfica
- Primeira Liga: 2015–16, 2016–17 [32]

Eintracht Frankfurt
- DFB-Pokal: 2017–18[31]

Real Madrid
- La Liga: 2019–20, 2021–22
- Supercopa de España: 2020, 2022
- UEFA Champions League: 2021–22

AC Milan
- Supercoppa Italiana: 2024

Cá nhân
- Đội hình tiêu biểu UEFA Europa League mùa giải: 2018-19 [34]